# Kingsley Eno Osagie
Kingsley Eno Osagie, ismertebb nevén Winning Jah (Kano tartomány, Nigéria, 1973. december 12. –) veterán reggae-zenész, dalszövegíró, emberbarát, író, aki több hangszeren játszik.
Folyékonyan beszéli a francia, olasz és angol nyelvet. A nigériai rajongók és zenészek a reggae helyi királyaként tekintenek rá. Profi dzsembétanár. Olaszországban él (Pinerolo) feleségével és két gyermekével.
Saját stílust (emababa beat) alakított ki az Edo tartományra jellemző népzenei hangzás reggae-vel való keverésével, amit a többi 21. századi nigériai zenész is átvett.
Az Enorecords igazgatója, ami a '60-as években egy független családi vállalkozásként alapított zenei kiadó, melynek központja Nigéria Edo tartományában van.
Az AMC1D Projects International Onlus megalapítója.
Elsősorban a "Big Man" című dala révén várt ismertté, amit megjelenését követően betiltott a nigériai rendőrség a '90-es években a dalszövegben elhangzó politikai kritikák miatt. Az album 650 ezer feletti eladást produkált csak a szülőországában és Nigéria zeneiparának történetében a valaha készült legalacsonyabb költségvetéssel megjelentetett profi stúdióalbum jelzőjével dicsekedhet.
A "Deep Sea" című slágerét 2017-ben díjra jelölte az Amnesty International Music Award szervezése a Voceperlalibertà ('szabadság hangja') kategóriában.
A "Rude Boy" című száma 280 ezer példányban kelt el a Nigériában található alabai nemzetközi piacon.
2016-ban szerződést írt alá a VP Records kiadóval, ami a 11 dalt tartalmazó "Nouveau Business" című album megjelenéséért felelt, melyről több single látott napvilágot, valamint 4 zenés video.